# Sokoto
Sokoto   este un oraș  în  Nigeria. Este reședința  statului  Sokoto .